# 829 Академія
829 Акаде́мія (1916 ZY, 1958 XU, A914 DA, 829 Academia) — астероїд головного поясу, відкритий 25 серпня 1916 року.
Тіссеранів параметр щодо Юпітера — 3,404.